# Červovci
Červovci (Aplacophora) jsou malí, červům podobní měkkýši, žijící na mořském dně, kde tvoří součást bentosu a živí se detritem, prvoky nebo drobnými živočichy. Nemají schránku, oči, tykadla, statocystu ani nefridie; plášťová dutina je velmi redukovaná.

## Popis
Jednotlivé části těla jsou těžce odlišitelné, obvykle jsou totiž červovci menší než 5 cm, největší druhy však dosahují délky ke 30 cm. Epidermis červovců vylučuje jehličky nebo šupinky uhličitanu vápenatého, nemají však typickou schránku. Plášť i noha jsou redukované, radula posunutá až do hltanu, kde je tvořená epitelem předžaludku. Vylučovací soustava je tvořena metanefridiemi.
Červovci jsou gonochoristé nebo simultánní hermafroditi, pohlavní žlázy ústí přes perikard do plášťové dutiny. Oplození je vnější či vnitřní, vývoj probíhá přes trochoforovou larvu.

## Systém
Červovci se dělí na dvě podtřídy:
- Solenogastres (Aplacophora sensu stricto) – hlubokomořští měkkýši červovitého tvaru; 250 druhů[1]
- Caudofoevaeata – hlubokomořští měkkýši červovitého tvaru; 120 druhů[1]

Tyto podtřídy bývají někdy považovány za samostatné třídy.